# Anne Manie
Anne Manie, gelegentlich auch Annemanie geschrieben, ist ein gemeindefreies Gebiet im Wilcox County im Bundesstaat Alabama in den Vereinigten Staaten.

## Geographie
Anne Manie liegt im Südwesten Alabamas im Süden der Vereinigten Staaten.
Nahegelegene Orte sind unter anderem Arlington (1 km westlich), Kimbrough (2 km südlich), Moores Valley (5 km westlich) und Pine Hill (5 km südlich). Die nächste größere Stadt ist mit 205.000 Einwohnern die etwa 110 Kilometer nordöstlich entfernt gelegene Hauptstadt Alabamas, Montgomery.

## Geschichte
Von 1837 bis 1950 verfügte der Ort über ein eigenes Postamt.

## Verkehr
Anne Manie liegt unmittelbar an der Alabama State Route 5, die über 318 Kilometer von Natural Bridge im Norden bis nach Thomasville nahe Anne Manie verläuft. Sie stellt auch den Anschluss zum U.S. Highway 80 im Norden sowie dem U.S. Highway 43 im Süden her.